# Новоалексеевка (Волгоградская область)
Новоалексеевка — село в Котовском районе Волгоградской области, в составе Лапшинского сельского поселения.
Население — 113 (2010)

## История
С 1928 года — в составе Камышинского района Камышинского округа Нижне-Волжского края (с 1934 года — Сталинградский край). Село являлось центром Новоалексеевского сельсовета. В 1935 году Новоалексеевский сельсовет включён в состав Ждановского района Сталинградского края (с 1936 года — Сталинградская область). В составе Котовского района — с 1963 года. В 1966 году центр Ново-Алексеевского сельсовета перенесен на ж. д. станцию Лапшинская, в связи с чем Новоалексеевский сельсовет переименован в Лапшинский сельсовет

## География
Село находится в степной местности, в пределах Доно-Медведицкой гряды Приволжской возвышенности, являющейся частью Восточно-Европейской равнины, на правом берегу реки Мокрая Ольховка, на высоте около 140 метров над уровнем моря. Село вытянуто с севера на юг вдоль реки. На противоположном берегу реки расположен посёлок станции Лапшинская. Почвы — тёмно-каштановые.
По автомобильным дорогам расстояние до районного центра города Котово составляет 18 км, до областного центра города Волгоград — 240 км. 
Часовой пояс
Новоалексеевка, как и вся Волгоградская область, находится в часовой зоне МСК (московское время). Смещение применяемого времени относительно UTC составляет +3:00.

## Население
Динамика численности населения по годам:
| 1987 | 2002 |
| ---- | ---- |
| ≈170 | 141  |

| 2010 |
| ---- |
| 113  |